# Tanaophysa
Tanaophysa is een geslacht van vlinders van de familie van de grasmotten (Crambidae), uit de onderfamilie van de Spilomelinae. De wetenschappelijke naam voor dit geslacht is voor het eerst gepubliceerd in 1892 door William Warren. Warren beschreef ook de eerste soort uit het geslacht, Tanaophysa adornatalis uit Brazilië, die als typesoort is aangeduid.

## Soorten
- Tanaophysa adornatalis Warren, 1892
- Tanaophysa rufiscripta (Hampson, 1913)